# ガスマスク

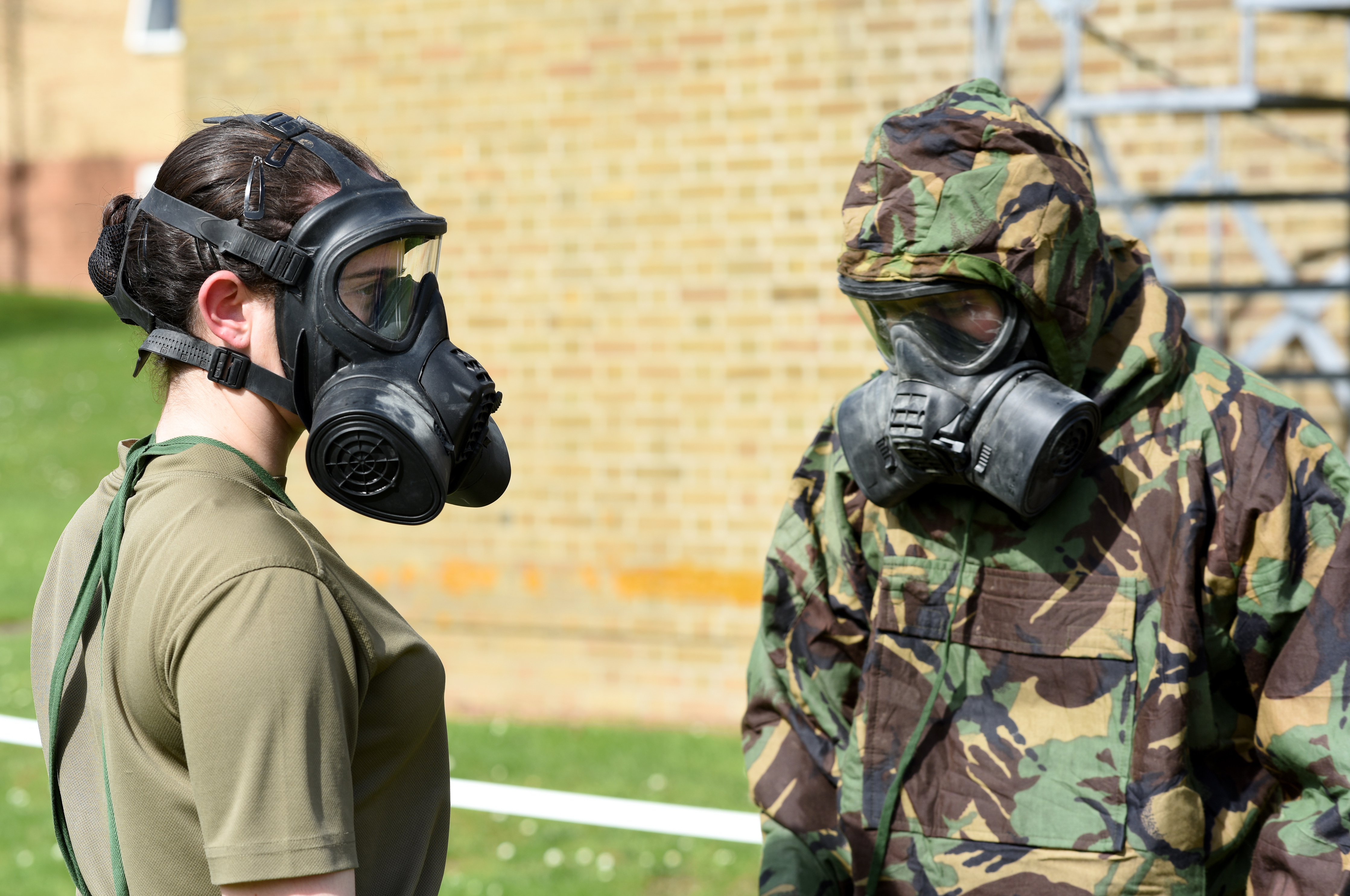
イギリス陸軍のGeneral Service Respirator

ガスマスク（英: gas mask）とは、人体を有害物質から守るためにつける器具の一種である。

## 概要
毒ガス・粉塵・微生物・毒素などの有害なものや、強烈な臭いを発するものから保護するために顔面に着用するマスクで、目など傷つきやすい組織のほか、鼻・口を覆うことで呼吸器を守る。日本語では防毒面と表記し、日本陸軍では「被服甲」を略した被甲という呼称も用いられた。これは防毒面の管理区分が1932年に変更され、従来の「兵器」から「被服」へ移されたことに由来する。

## 歴史
初期の物は軍用ではなく民生用だった。

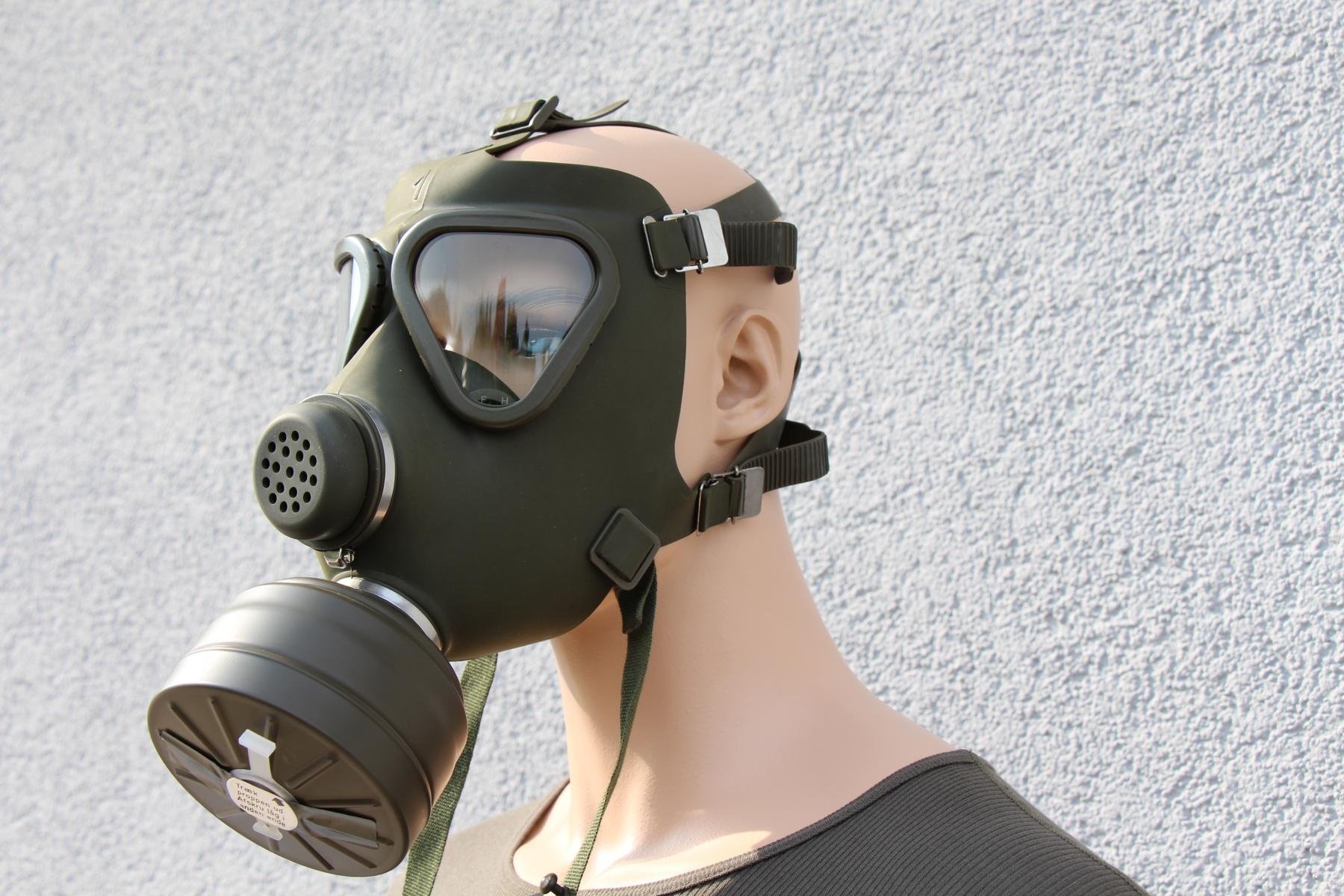
ドイツ連邦軍のM65ガスマスク。吸収缶の外気取り入れ口に付属する保護栓は、使用時に取り外される

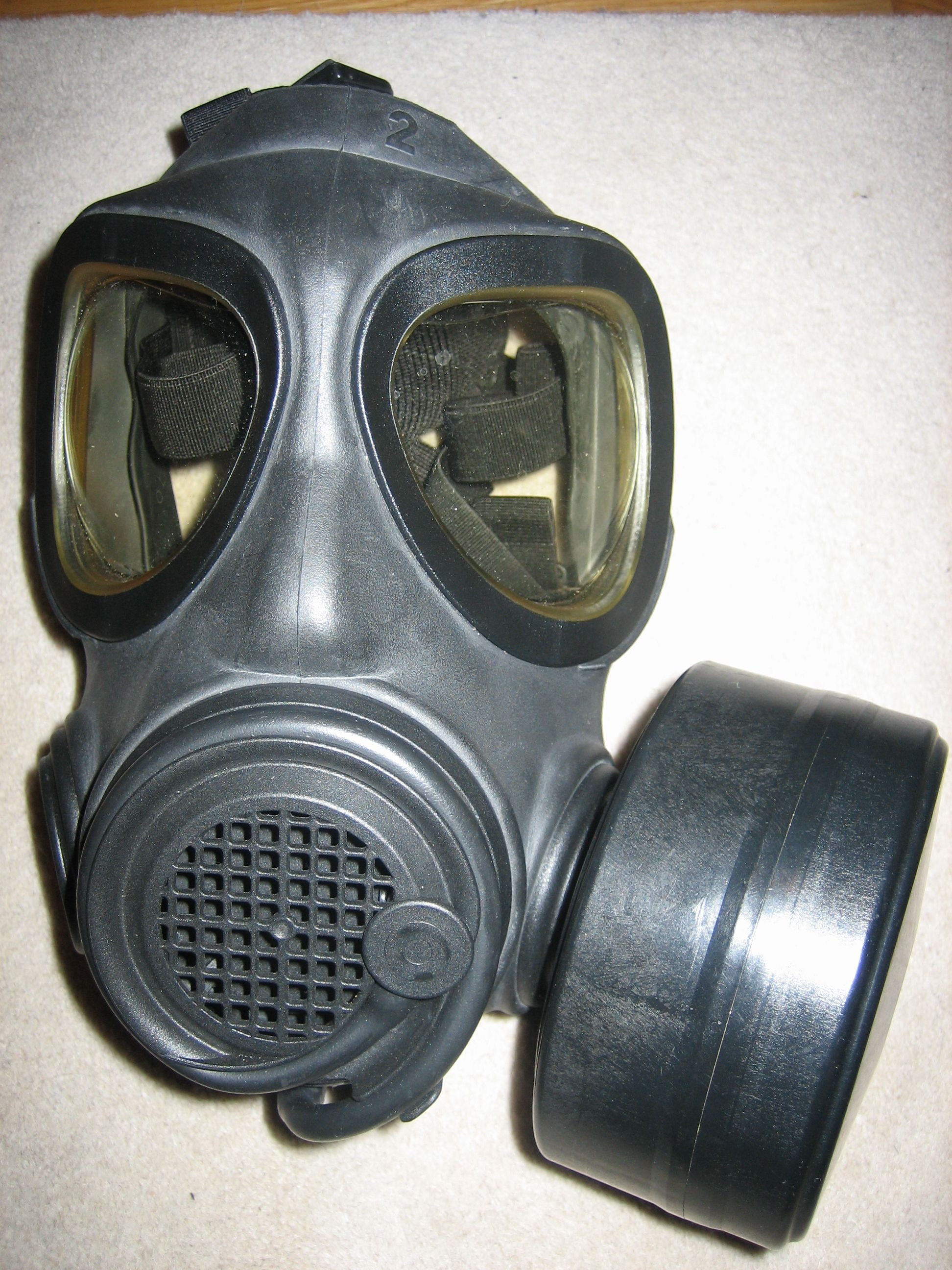
スウェーデン軍のSkyddsmask 90ガスマスク

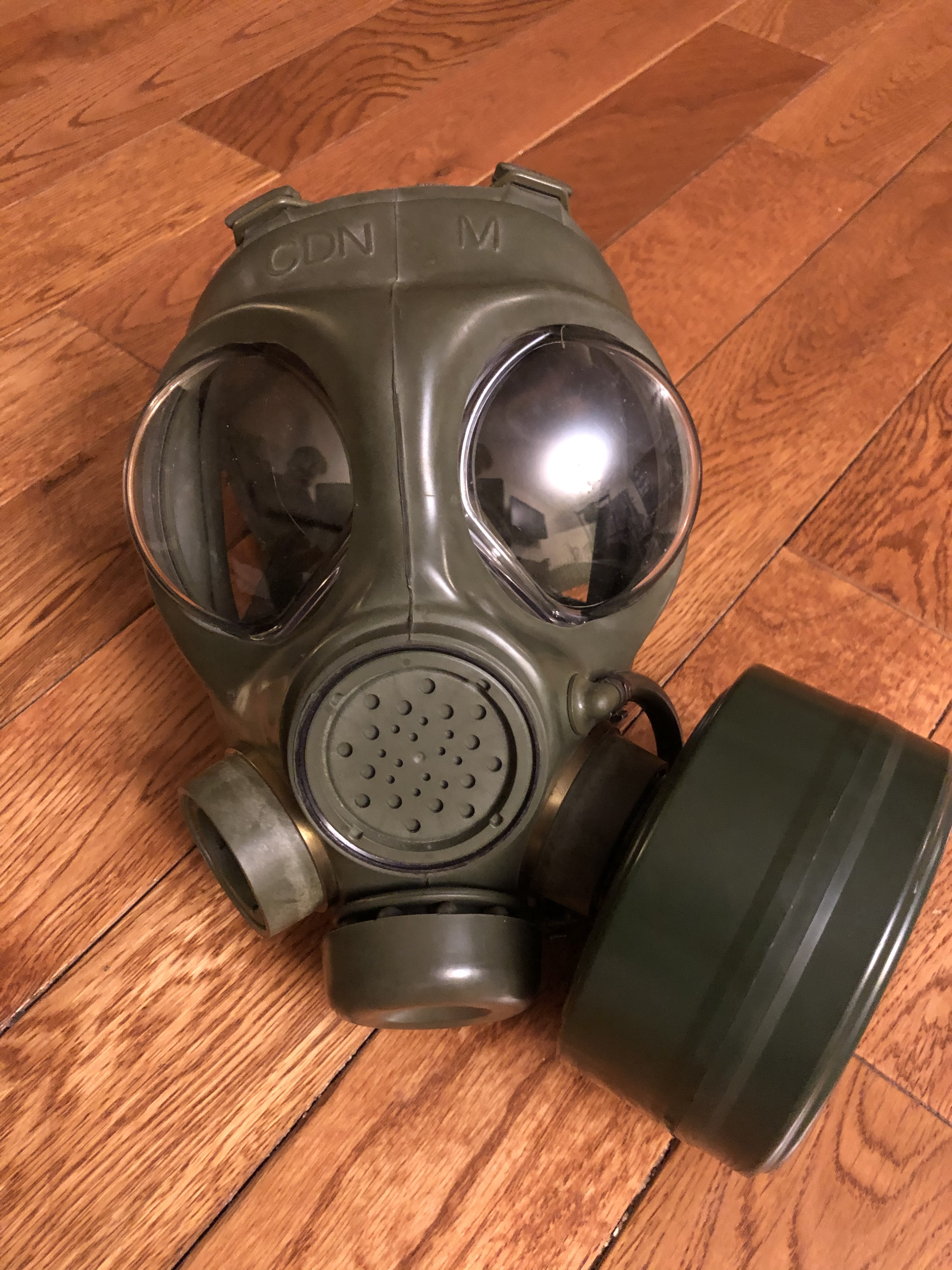
カナダ軍のC4ガスマスク

- 1799年に鉱山技師のアレクサンダー・フォン・フンボルトが開発した粉塵防護用の物が最初だと言われている。
- 1823年に消防用として煙保護マスクをチャールズ・ディーンが開発している。
- 1854年にイギリスでステンハウス式ガスマスクが販売された、普通のマスクに活性炭フィルターを付けた程度で目を防護する機能が無かった。
- 1858年ごろに備後国の医師宮太柱（みや・たちゅう）が、銀山における防塵マスクとして、鉄の枠に梅肉を布で挟み込んだ「福面（ふくめん）」を開発し、石見銀山で使用された。
- 1871年に消防士用として煙の中でも活動できるガスマスクをジョン・ティンダルが開発した。
- 1874年に空気ボンベを背負って酸欠状態でも活動できるスバートン式が開発された、これが現代でも消防で使用されている物の原型である。

第一次世界大戦で化学兵器が大規模に使用されたことに対する防御手段として軍に採用された。
- 1915年2月にイギリス軍で目を覆うゴーグルと民間用のガスマスクをセットにした簡易ガスマスクが支給された。
- 1915年後半から1916年になると本格的なガスマスクが支給されるようになった。

### アメリカ軍におけるガスマスクの歴史
第二次世界大戦中は分離式のM4ガスマスクが使用されていた。1960年代にM17ガスマスクが採用されるとこれがベストセラーとなり以後30年にわたってM17A1、M17A2と改良されながら使用された。
しかし、1991年の湾岸戦争で砂漠での使用に不向きであることがわかると、新型機の開発と配備が急速に進められ、 M40 Field Protective Maskが採用された。2009年からM50ガスマスクへの更新が進められている。

### イギリス軍におけるガスマスクの歴史
イギリス軍ではS10ガスマスクが正式採用となり、現在も使用されている。その後の改良型でドリンクチューブが付いている物やAR10,FM12,SF10などがある。近年、英軍では新型のFM12に更新しつつある。

## 構造と部品
面体
本体。鼻と口を包み外気を遮断する。下顎から鼻までを覆うものを半面マスク、下顎から額まで覆うものを全面マスクと言う。吸気口と排気口を別々にもち、それぞれ内側に逆止弁が付いている。排気口は着用者の口に近い場所にあることが多い。吸気口は一つないし二つ付いており、それぞれに吸収缶が取り付けられる。初期には別個の吸排気弁を持たず、吸収剤を往復する形で吸気・呼気を行う構造の製品も存在した。伝統的なゴムないしゴム引き布製に加え、アメリカ製のMCU-2/Pガスマスクやロシア製のGP-9・GP-21ガスマスクのように、本体を強化樹脂製とした製品も実用化されている。強化樹脂製は折り畳めないためゴム・ゴム引き布製に比べてかさばるが、折りぐせといった変形による気密不良が起きにくく、透明素材を使えば視野を広くできるという利点がある。
ベルト
面体を頭部に固定するためのベルト。あらかじめ使用者の頭に合わせておく。
旧ソ連・ロシアを中心に、ベルトがない形状のガスマスクも存在する。これは面体と頭巾がゴムで一体成型されていて、装面すると首から上がマスクにすっぽり包まれる。
吸収缶（キャニスター）
有毒物質を吸収したり、粉塵や飛沫を除去する濾材が詰まった缶である。吸気は吸収缶を通ってからマスクに入るようになっている。吸収できるガスの種類によって濾材が異なるため、塗装の色などで区別されている。サイズもさまざまあるが、小さいものは面体の側面か下部に直接ねじ込むようになっている。
初期には吸収缶を使わず、薬剤を染み込ませた布を面体に内蔵した製品も存在した。この場合は乾燥すると薬剤が効かなくなるため、グリセリンなどの保湿剤も配合された。
もともと吸収缶は正面に取り付けられていたり、面体から伸びたホースの先に取り付けられていたが、その後は左右のどちらかに選択して取り付けるものも登場した。これはマスクをしたまま銃を構えると吸収缶が銃と接触して扱いにくいためである。右利きの場合は銃と接触しないように左側に吸収缶を取り付ける。
アメリカで1959年に開発されたM17ガスマスクは吸収缶を使わず、面体の両頬の内側に直接吸収材を収納するよう設計されていた。この様式のガスマスクでは、吸収材を交換するためにはガスマスクを頭部から完全に外す必要があり、汚染された環境下で長時間運用するには難があった。それでもM17を手本とした製品が東ドイツ（M10）、日本（防護マスク3型）、ポーランド（MP-4）やブルガリア（PDE-1）など各国でも採用されている。
吸気弁
吸気口の内側に付属する逆止弁。空気を吸う方向には開くが、吐く方向には開かない構造になっている。
排気弁
排気口の内側に付属する逆止弁。空気を吐く方向には開くが、吸う方向には開かない構造になっている。
給水口
ガスマスクを装着したまま水が飲めるようにストローを装着する装置がある。
ボイスエミッター（伝声器）
ガスマスクを装着していると声が外へ聞こえにくくなり、意思疎通が阻害されるため、音声を増幅してマスクの外へ出す装置がある。排気弁を大型化した製品のほか、電気的に作用する製品、無線機と接続して使用する製品もある。
アンプリファイアー
ガスマスクを装着していると耳がフードでふさがれ、音が聞こえにくくなるため、補聴器のような装置を内蔵する製品がある。
吸気装置
ガスマスクはどうしても呼吸が苦しくなるため、装着したままの激しい運動には限界があり、呼吸の不規則化は集中力を低下させる原因にもなる。また酸素濃度が低過ぎたり、有害物質の濃度が高過ぎる環境下では、通常のガスマスクを使用できない。このような欠点を補って普通に呼吸できるようにするために電動式のファンを内蔵した物がある。
乾燥剤
ガスマスクを長期保存する場合、キャニスターの活性炭素やフィルターの繊維が湿気を吸ってしまうと性能が低下するため保管中の乾燥状態を保つために必要である。
眼鏡
着用者が視力矯正を必要とする場合、ガスマスクと併用できるように設計された専用の眼鏡を用いる。製品によっては、ガスマスクのレンズ自体を度付きのものに交換できる場合がある。

## 種類

### 濾過式

#### 防毒マスク

アメリカ軍のM50ガスマスク

少量の有毒ガスに汚染された空気をその有毒ガスを除去するフィルター（吸収缶）を通すことによって無害化するタイプのガスマスクである。汚染している有毒ガスに応じて適切な吸収缶を用いる必要がある。吸収缶には寿命があるため、使用前未開封時の有効期限、そして開封後の累積使用時間を適切に管理する必要がある。吸収缶が除毒能力を喪失するまでの時間は破過時間と呼ばれる。吸収缶の残存能力を推測するには「破過曲線図」や「相対破過比」が用いられる。
マスクとフィルターの接続位置の関係により、直結式と隔離式に分類できる。マスクに直接吸収缶が付いている形式のものを直結式、マスクと吸収缶が分離しホースでつながっている形式のものが隔離式である。隔離式は直結式に比べ吸収缶を大きくすることが出来るため、より高い濃度の有毒ガスに対応できる。隔離式を使う際には、吸収缶はガスマスクケースに入れたまま肩や首に掛けるか、専用のハーネスで胸ないし背中に装着される。しかし隔離式はホースが嵩張り運用がやや不便であることと、フィルターの改良によって直結式の性能が向上したことにより、第二次世界大戦後の携行式ガスマスクでは直結式が主流となっている。使用者がガスマスクを常時携帯する必要がなく、施設や乗り物などに備え付けておけばよい場合には、性能に余裕がある隔離式にはなお一定の需要がある。
吸収しきれないほど高い濃度の有毒ガスに汚染された環境や酸欠（酸素濃度が18%以下）の環境においては使用することができない。このような場合には供給式マスクを使用する必要がある。吸収缶が大型であるほど着用者の疲労は大きくなるので、作業雰囲気に合わせて適切に選ばなければならない。
吸収缶の種類には、有機ガス、ハロゲン、青酸、硫化水素、アンモニアなどの種類があり、吸収缶だけを取り替えることもできる。種類の合わないガスには効果が無いので、あらかじめ作業場所の雰囲気を確認しておかなければならない。
一般的には他の呼吸用保護具よりも軽量・安価であるため、広く用いられており入手容易である。

#### 防塵マスク
固体の微粒子が浮遊している空気を粒子フィルターを通すことによって微粒子を除去して無害化するガスマスクである。防毒マスクに粉塵用フィルターを組み合わせて両方の役目を同時に果たすタイプのものもある。
医療用マスクとして流通しているマスクは、細菌やウイルスによって汚染された空気をフィルターを通すことによって無害化することを狙った、一種の防塵マスクである。医療用マスクは、SARSの流行がマスメディアの注目を集めたことから、近年需要が高まっている。特に一般でも手に入りやすいN95マスクは人気があるが、実質的にはDS2規格相当品であり、性能は産業用の防塵マスク（半面マスク）と同等である。

### 供給式

#### 自給式
空気ボンベがなく、酸素発生缶（化学反応により酸素を発生させる器具）によって清浄な空気をマスクに供給する装備である。酸欠雰囲気や高い濃度のガス中でも使用でき、行動範囲に制限が無いが、装備が重く、空気供給源が有限なので作業時間に制限があるなど欠点も多い。ガスを通さない材質の全身気密スーツにボンベを組み合わせた自給式加圧服というものもある。またこれらは生物兵器の防護にも使用される。

#### 送気式
コンプレッサーで発生させた圧縮空気を、チューブを通してマスクに送る方式である。作業時間に制限が無いが、行動範囲はチューブの取りまわせる範囲に限られる。ガスを通さない材質の全身気密スーツにチューブを組み合わせたものもあり、これをエアラインスーツと言う。軽量な上、涼しいので着用感も良好で、スーツの内側が陽圧になっているために万一スーツにリークがあっても外気の侵入を防ぐことができ、激しく動かなければ汚染されることは無い。

### 機能検査
産業でガスマスクを使用する場合、JISに定める方法によって定期的に機能を検査し合格したもの以外使用してはならない。防塵マスクにあっては、マスク着用者を塩化ナトリウムの粒子を放出した雰囲気中に一定時間置き、面体の内部と外部の塩化ナトリウム濃度を比較する方法による。昭和63年労働省告示第19号に定める防塵マスクの規格は次の通り:
- DS1,RS1……粒径0.06～0.1μmの塩化ナトリウムの捕集効率80%以上
- DS2,RS2……同、95%以上
- DS3,RS3……同、99.9%以上
- DL1,RL1……粒径分布0.15～0.25μmのフタル酸ジオクチルの捕集効率80%以上
- DL2,RL2……同、95%以上
- DL3,RL3……同、99.9%以上

## その他
第二次世界大戦中には大規模な化学兵器戦が行われなかったが、各個人ないし部隊にかならず装備されていたため、本来の用途とは違う使い方もされた。
- キャニスターのフィルターを浄水器の代わりにして飲料水を濾過する。ただし、フィルターが濡れているとガスマスクとして使用できないため、規則で禁止されていた。
- 顔面を凍傷から守る防寒具。
- ガスマスクを携行する布または金属製のケースを、雑嚢代わりに使う。

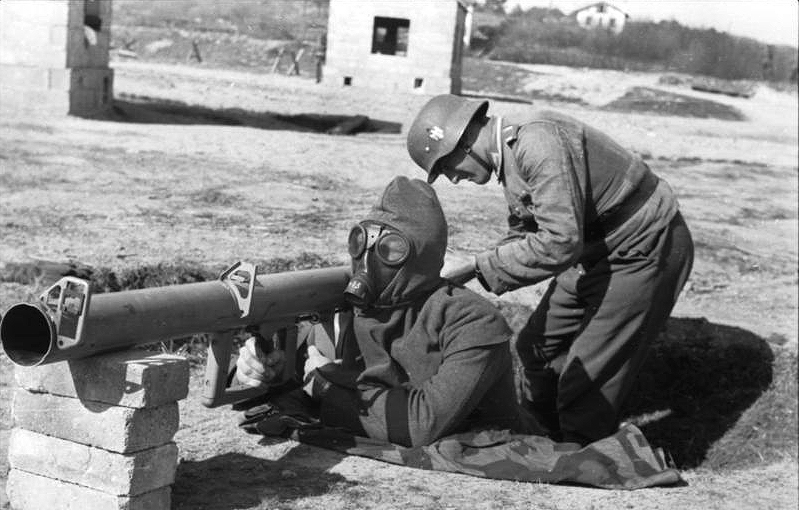
訓練展示において、ガスマスクを着用してパンツァーシュレックを運用するドイツ軍兵士。吸収缶は外されている。

ドイツ軍において対戦車ロケット火器パンツァーシュレック発射時に射手がロケットの排気による顔面火傷を防ぐ為にガスマスクを装着していたという。後に、防御用の防楯が追加されてガスマスク装着の必要は無くなった。アメリカ軍でも同様に、携行式対戦車ロケット発射筒、いわゆる「バズーカ」の初期モデル発射時において、射手はガスマスクを着用していた。こちらも、その後の型より砲口に吹き返しがつけられたため、ガスマスクの着用は必須ではなくなった。
戦後になると、旧ソ連軍の自動車化狙撃兵（機械化歩兵）がガスマスクを呼吸器として流用していた。演習で戦闘状況に入ると装甲兵員輸送車のハッチがすべて閉められるため、ベンチレーターの有無にかかわらず、車内の換気が極端に悪くなる。そこで乗車した兵士たちは隔離式のガスマスクを装着し、吸収缶を外すとホースの先端を銃眼から外に突き出して、少しでも新鮮な外気を吸おうとしていた。
このほか、現代戦や近未来戦を描いたコミックやアニメ、ゲームには、一種の「記号」としてガスマスクを装着した兵士が登場する作品も多い。これは大勢が同じ装備を装着することによる軍事的統一感やマスク装着時の非人間的な不気味さなどを演出するためでもあるが、モブキャラクターの顔つきや表情の簡略化という作画上の意味もあるとされる。